# Festival OTI da Canção 1987
O Festival da OTI 1987 (em castelhano:  Festival OTI de la Canción 1987) foi o décimo-sexto Festival da OTI e teve lugar no dia 24 de outubro de 1987 na cidade portuguesa de Lisboa, no Teatro São Luiz. Ana Zanatti e Eládio Clímaco foram os apresentadores do festival, e Fernando Correia Martins o maestro principal de todo o concurso, que foi ganho por Alfredo Alejandro representando a Venezuela com a canção "La felicidad está en un rincón de tu corazón". O concurso, que contou com a presença do então Presidente da República Portuguesa Mário Soares e do então Primeiro-ministro de Portugal Aníbal Cavaco Silva e a sua esposa Maria Cavaco Silva, bateu o recorde de participantes, com 24 países a serem representados em Lisboa, que se manteria até 1992. O espetáculo contou com uma plateia (potencial) de 600 milhões de espectadores nas três Américas, Espanha e Portugal. Apontamentos de bailado (a cargo da Companhia Nacional, dirigida por Armando Jorge) foram intercalados entre blocos de canções, proporcionando uma movimentada retrospectiva da música ligeira do século XX, enquadrada em cenários naturais de Lisboa e Sintra. Sobre o fim do programa, antes da proclamação da canção vencedora, um quadro musical, "Quatro Poetas e uma Guitarra", com Paco Bandeira a dizer Pablo Neruda; Lara Li, Vinicius de Moraes; Teresa Tarouca, Camões; e Janita Salomé, Garcia Lorca. Depois se soube que todos os países que, nessa noite, estiveram ligados, em directo, com o Teatro Municipal de São Luiz (e não apenas os seus representantes, que, de perto, acompanharam o desenrolar do Festival, dos bastidores ao palco), consideraram impecável a organização e louvaram o nível atingido pelo programa televisivo que acabou por consagrar a canção venezuelana, assim se expressando o sentido da votação de um júri de sala, presidido por Amália Rodrigues: "La felicidad está en un rincón de tu corazón", de Luis Tovar (letra) e Arnoldo Nali (música), interpretada por Alfredo Alejandro.

## Visual e Formato
Durante uma semana decorreram preparativos e ensaios, sob coordenação de equipas de trabalho da RTP, que tiveram de acorrer às múltiplas frentes de um espectáculo que foi para o ar na noite de 24 de outubro. A criação do cenário esteve a cargo de António Alfredo, que apresentou um conjunto em tons escuros, a algumas linhas de cor dourada simulando um sol em frente; uma orquestra de 40 músicos, localizada num fosso em frente ao palco, num nível inferior ao dos intérpretes, dirigida pelo maestro Fernando Correia Martins. Teve a realização de Luís Andrade, bem escudado nos produtores António Andrade e Piedade Maio e numa equipa técnica chefiada por Arroz Reis.

## Localização

### Local

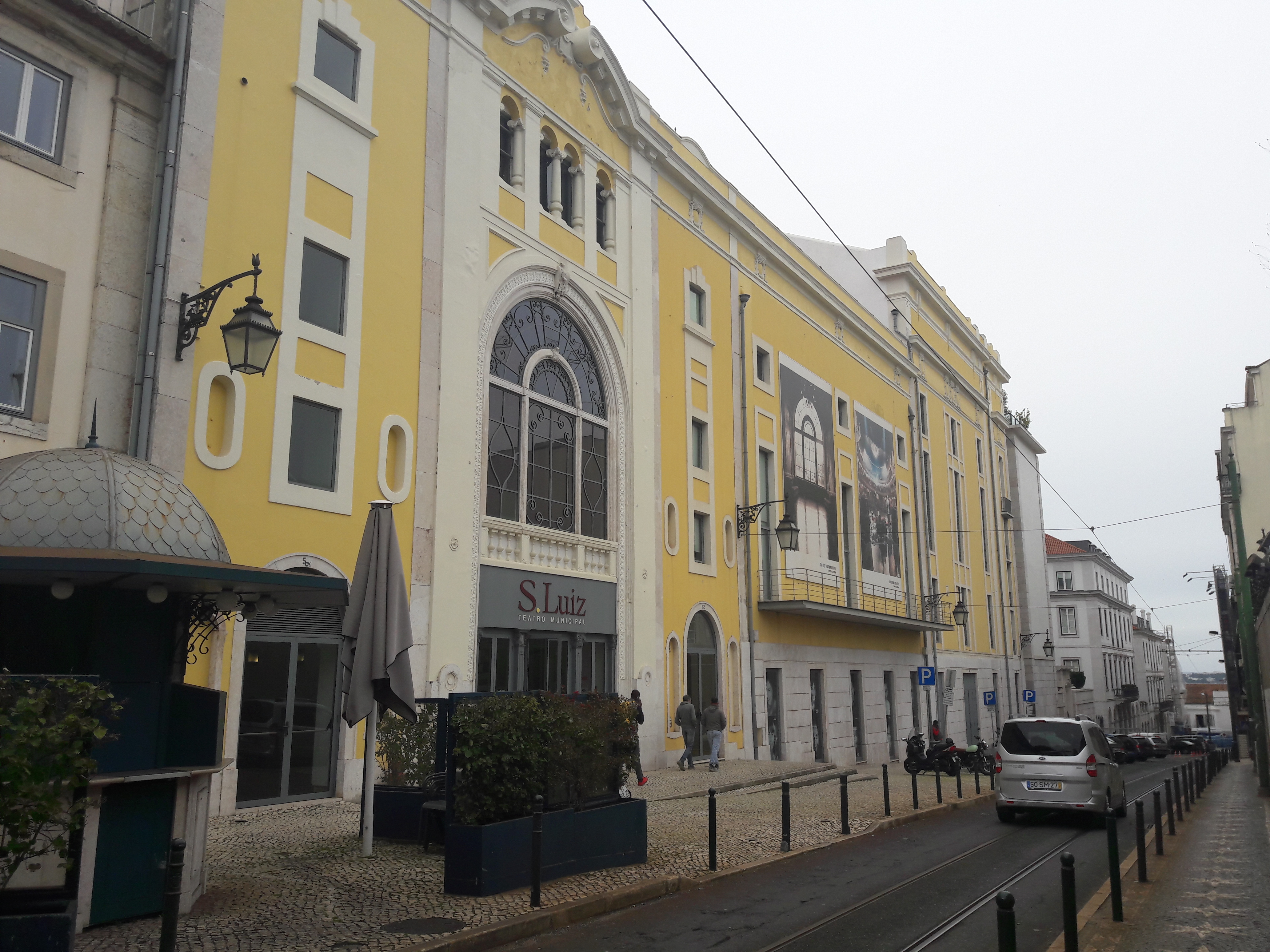
O local para o Festival, o Teatro São Luiz, em Lisboa.

O local escolhido foi o Teatro São Luiz, na capital do país, Lisboa.
Foi inaugurado em 22 de Maio de 1894, tendo então o nome Teatro Dona Amélia, à época rainha de Portugal. A ideia da sua construção partiu do actor Guilherme da Silveira, que conseguiu cativar diversos investidores, entre os quais Luís de Braga Júnior, o Visconde de São Luiz de Braga, que viria a ser o principal impulsionador do novo teatro. O projecto foi feito pelo arquitecto francês Louis Reynaud, que lhe conferiu um ar "parisiense" e cosmopolita.
Com a queda da monarquia e fuga da família real em 1910, o visconde rebatiza a sala, passando então a chamar-se Teatro da República.
Em 1914 um incêndio viria a destruir por completo o teatro. O visconde chama o arquitecto Tertuliano Marques para reconstruir o teatro, pedindo-lhe que seguisse a traça original, tendo a sala sido reaberta a 16 de Janeiro de 1916.
Em 1928 o teatro foi novamente remodelado, desta feita para adatação a cinema, passando a chamar-se São Luiz Cine, tendo estreado com a projecção do filme Metropolis de Fritz Lang. Em 1930, foi modernizado, passando a ser o primeiro cinema sonoro de Portugal.
A partir de 1960 o cinema começou a perder público, o que levou ao retorno, sem sucesso, do teatro. Em 1971, já quase sem público, a sala acabou por ser comprada pela Câmara Municipal de Lisboa, passando a ter o nome Teatro Municipal de São Luis. Incicia-se então um longo período de altos e baixo, em que nenhum projecto cultural consegue devolver a sala à importância de outrora.

## Votação
Um júri de sala avaliou as canções, constituído por:
- Amália Rodrigues (Presidente)
- Jairo
- Geraldo Casé
- Mirla Castellanos
- Silvia Pinal
- Massiel
- Olga Guillot
- Betty Missiego
- Raúl Solnado

## Participações individuais
Cada país escolheu o seu representante de forma diferente e especifica. Nos artigos da "caixa" em baixo, pode se ler mais sobre o estilo de selecção de cada país, e os concorrentes que concorreram nas selecções nacionais.
Predefinição:Participantes no Festival da OTI 1987

## Participantes
| País                      | Título original da Canção                      | Artista                          | Processo                                          | Data da Selecção |
| País                      | Tradução em Português                          | Idiomas de Interpretação         | Processo                                          | Data da Selecção |
| ------------------------- | ---------------------------------------------- | -------------------------------- | ------------------------------------------------- | ---------------- |
| Antilhas Holandesas       | "Hermanos tú y yo"                             | Rose e Romeo Heige               | Antilhas Holandesas no Festival da OTI 1987       | -                |
| Antilhas Holandesas       | Irmãos, tu e eu                                | Castelhano                       | Antilhas Holandesas no Festival da OTI 1987       | -                |
| Argentina                 | "Todavía la vida"                              | Lalo Márquez e Daniel Altamirano | Argentina no Festival da OTI 1987                 | -                |
| Argentina                 | Ainda vida                                     | Castelhano                       | Argentina no Festival da OTI 1987                 | -                |
| Bolívia                   | "Utopía"                                       | Hombre Nuevo                     | Bolívia no Festival da OTI 1987                   | -                |
| Bolívia                   | Utopia                                         | Castelhano                       | Bolívia no Festival da OTI 1987                   | -                |
| Brasil                    | "Estrela do Norte"                             | Leila Pinheiro                   | Brasil no Festival da OTI 1987                    | -                |
| Brasil                    | Estrela do Norte                               | Português                        | Brasil no Festival da OTI 1987                    | -                |
| Canadá                    | "Vuelve a mí"                                  | Alberto Oliveira                 | Canadá no Festival da OTI 1987                    | -                |
| Canadá                    | Volta a mim                                    | Castelhano                       | Canadá no Festival da OTI 1987                    | -                |
| Chile                     | "Chocando paredes"                             | Eduardo Valenzuela               | Chile no Festival da OTI 1987                     | -                |
| Chile                     | Batendo paredes                                | Castelhano                       | Chile no Festival da OTI 1987                     | -                |
| Colômbia                  | "Vengan a mi hogar"                            | Marta Patricia Yepes             | Colômbia no Festival da OTI 1987                  | -                |
| Colômbia                  | Venham a minha casa                            | Castelhano                       | Colômbia no Festival da OTI 1987                  | -                |
| Costa Rica                | "Soy de un país que ama"                       | Hilda Chacón Mata                | Costa Rica no Festival da OTI 1987                | -                |
| Costa Rica                | Eu sou de um país que ama                      | Castelhano                       | Costa Rica no Festival da OTI 1987                | -                |
| El Salvador               | "Nadie más que tú"                             | Iliana Posas                     | El Salvador no Festival da OTI 1987               | -                |
| El Salvador               | Ninguém além de ti                             | Castelhano                       | El Salvador no Festival da OTI 1987               | -                |
| Equador                   | "Mi amigo el cóndor"                           | Gustavo Velázquez                | Equador no Festival da OTI 1987                   | -                |
| Equador                   | Meu amigo o condor                             | Castelhano                       | Equador no Festival da OTI 1987                   | -                |
| Espanha                   | "Bravo samurái"                                | Vicky Larraz                     | Espanha no Festival da OTI 1987                   | -                |
| Espanha                   | Bravo samurái                                  | Castelhano                       | Espanha no Festival da OTI 1987                   | -                |
| Estados Unidos da América | "Sabes lo que yo quisiera"                     | Felo Bohr                        | Estados Unidos da América no Festival da OTI 1987 | -                |
| Estados Unidos da América | Sabes o que eu gostaria                        | Castelhano                       | Estados Unidos da América no Festival da OTI 1987 | -                |
| Guatemala                 | "Que Dios nos libre de la locura del hombre"   | Chito Ordóñez                    | Guatemala no Festival da OTI 1987                 | -                |
| Guatemala                 | Que Deus nos liberte da loucura do homem       | Castelhano                       | Guatemala no Festival da OTI 1987                 | -                |
| Honduras                  | "Uno más"                                      | Rodolfo Torres                   | Honduras no Festival da OTI 1987                  | -                |
| Honduras                  | Mais um                                        | Castelhano                       | Honduras no Festival da OTI 1987                  | -                |
| México                    | "Ay amor"                                      | Ana Gabriel                      | México no Festival da OTI 1987                    | -                |
| México                    | Ay amor                                        | Castelhano                       | México no Festival da OTI 1987                    | -                |
| Nicarágua                 | "La vida es solo sueño"                        | María Lili Delgado               | Nicarágua no Festival da OTI 1987                 | -                |
| Nicarágua                 | A vida é só um sonho                           | Castelhano                       | Nicarágua no Festival da OTI 1987                 | -                |
| Panamá                    | "Blanco y negro"                               | Olga Cecilia de Obaldia          | Panamá no Festival da OTI 1987                    | -                |
| Panamá                    | Branco e negro                                 | Castelhano                       | Panamá no Festival da OTI 1987                    | -                |
| Paraguai                  | "Procura"                                      | Rolando Ojeda                    | Paraguai no Festival da OTI 1987                  | -                |
| Paraguai                  | Procura                                        | Castelhano                       | Paraguai no Festival da OTI 1987                  | -                |
| Peru                      | "He aprendido a volar"                         | Jenny Higginson                  | Peru                                              | -                |
| Peru                      | Eu aprendi a voar                              | Castelhano                       | Peru                                              | -                |
| Porto Rico                | "Soy mujer"                                    | Marisol Calero                   | Porto Rico no Festival da OTI 1972                | -                |
| Porto Rico                | Sou mulher                                     | Castelhano                       | Porto Rico no Festival da OTI 1972                | -                |
| Portugal                  | "Não me tirem este mar"                        | Teresa Mayuco                    | Portugal no Festival da OTI 1987                  | -                |
| Portugal                  | Não me tirem este mar                          | Português                        | Portugal no Festival da OTI 1987                  | -                |
| República Dominicana      | "Esto tiene que cambiar"                       | Julio Sabala                     | República Dominicana no Festival da OTI 1987      | -                |
| República Dominicana      | Isso tem que mudar                             | Castelhano                       | República Dominicana no Festival da OTI 1987      | -                |
| Uruguai                   | "Volvamos a empezar"                           | Fabricio                         | Uruguai no Festival da OTI 1987                   | -                |
| Uruguai                   | Vamos começar de novo                          | Castelhano                       | Uruguai no Festival da OTI 1987                   | -                |
| Venezuela                 | "La felicidad está en un rincón de tu corazón" | Alfredo Alejandro                | Venezuela no Festival da OTI 1987                 | -                |
| Venezuela                 | A felicidade está num canto do teu coração     | Castelhano                       | Venezuela no Festival da OTI 1987                 | -                |

## Festival
| #   | País                      | Idioma     | Artista                          | Canção                                         | Tradução para Português                    | Posição |
| --- | ------------------------- | ---------- | -------------------------------- | ---------------------------------------------- | ------------------------------------------ | ------- |
| 1º  | Panamá                    | Castelhano | Olga Cecilia de Obaldia          | "Blanco y negro"                               | Branco e negro                             |         |
| 2º  | Antilhas Holandesas       | Castelhano | Rose e Romeo Heige               | "Hermanos tú y yo"                             | Irmãos, tu e eu                            |         |
| 3º  | Chile                     | Castelhano | Eduardo Valenzuela               | "Chocando paredes"                             | Batendo paredes                            |         |
| 4º  | Argentina                 | Castelhano | Lalo Márquez e Daniel Altamirano | "Todavía la vida"                              | Ainda vida                                 |         |
| 5º  | Bolívia                   | Castelhano | Hombre Nuevo                     | "Utopía"                                       | Utopia                                     |         |
| 6º  | Portugal                  | Português  | Teresa Mayuco                    | "Não me tirem este mar"                        | Não me tirem este mar                      |         |
| 7º  | Colômbia                  | Castelhano | Marta Patricia Yepes             | "Vengan a mi hogar"                            | Venham a minha casa                        |         |
| 8º  | Venezuela                 | Castelhano | Alfredo Alejandro                | "La felicidad está en un rincón de tu corazón" | A felicidade está num canto do teu coração | 1º      |
| 9º  | Paraguai                  | Castelhano | Rolando Ojeda                    | "Procura"                                      | Procura                                    |         |
| 10º | Honduras                  | Castelhano | Rodolfo Torres                   | "Uno más"                                      | Mais um                                    |         |
| 11º | Brasil                    | Português  | Leila Pinheiro                   | "Estrela do Norte"                             | Estrela do Norte                           |         |
| 12º | Guatemala                 | Castelhano | Chito Ordóñez                    | "Que Dios nos libre de la locura del hombre"   | Que Deus nos liberte da loucura do homem   |         |
| 13º | Costa Rica                | Castelhano | Hilda Chacón Mata                | "Soy de un país que ama"                       | Eu sou de um país que ama                  |         |
| 14º | Estados Unidos da América | Castelhano | Felo Bohr                        | "Sabes lo que yo quisiera"                     | Sabes o que eu gostaria                    |         |
| 15º | República Dominicana      | Castelhano | Julio Sabala                     | "Esto tiene que cambiar"                       | Isso tem que mudar                         |         |
| 16º | Peru                      | Castelhano | Jenny Higginson                  | "He aprendido a volar"                         | Eu aprendi a voar                          |         |
| 17º | Porto Rico                | Castelhano | Marisol Calero                   | "Soy mujer"                                    | Sou mulher                                 |         |
| 18º | Equador                   | Castelhano | Gustavo Velázquez                | "Mi amigo el cóndor"                           | Meu amigo o condor                         | 2º      |
| 19º | México                    | Castelhano | Ana Gabriel                      | "Ay amor"                                      | Ay amor                                    | 3º      |
| 20º | Canadá                    | Castelhano | Alberto Oliveira                 | "Vuelve a mí"                                  | Volta a mim                                |         |
| 21º | El Salvador               | Castelhano | Iliana Posas                     | "Nadie más que tú"                             | Ninguém além de ti                         |         |
| 22º | Espanha                   | Castelhano | Vicky Larraz                     | "Bravo samurái"                                | Bravo samurai                              | 3º      |
| 23º | Nicarágua                 | Castelhano | María Lili Delgado               | "La vida es solo sueño"                        | A vida é só um sonho                       |         |
| 24º | Uruguai                   | Castelhano | Fabricio                         | "Volvamos a empezar"                           | Vamos começar de novo                      |         |

### Maestros
Em baixo encontra-se a lista de maestros que conduziram a orquestra, na respectiva actuação de cada país concorrente. Os maestros estão organizados pela ordem de apresentação das músicas de cada país.
| País                      | Maestro                  |
| ------------------------- | ------------------------ |
| Panamá                    | Toby Muñoz               |
| Antilhas Holandesas       | Erroll "El Toro" Colina  |
| Chile                     | Francisco Larraín        |
| Argentina                 | Fernando Correia Martins |
| Bolívia                   | Charly Barrionuevo       |
| Portugal                  | Fernando Correia Martins |
| Colômbia                  | Josep Mas Portet         |
| Venezuela                 | Arnoldo Naly             |
| Paraguai                  | Fernando Correia Martins |
| Honduras                  | Fernando Correia Martins |
| Brasil                    | Fernando Correia Martins |
| Guatemala                 | Fernando Correia Martins |
| Costa Rica                | Álvaro Esquivel Valverde |
| Estados Unidos da América | Hector Garrido           |
| República Dominicana      | José Juan Almela         |
| Peru                      | Emílio Perco Ortega      |
| Porto Rico                | Hito Serrano             |
| Equador                   | Juan Salazar             |
| México                    | Chucho Ferrer            |
| Canadá                    | Guillermo Azevedo        |
| El Salvador               | Fernando Correia Martins |
| Espanha                   | Eduardo Leyva            |
| Nicarágua                 | Andrés Sánchez           |
| Uruguai                   | Julio Frade              |